# Rue de l'Ail
La rue de l'Ail (en alsacien : Knowligass) est une rue de Strasbourg rattachée administrativement au quartier Gare - Kléber. 

## Situation et accès
Elle va du no 3 de la rue Jean-Sturm (place Saint-Thomas) au no 15 de la rue des Tonneliers. Dans le premier tronçon, elle reçoit la rue du Puits au nord, puis la ruelle de l'Esprit au sud. Elle franchit ensuite la rue de la Division-Leclerc, ouverte au moment de la Grande-Percée, et plusieurs petites rues perpendiculaires, celles de l'Épine et de l'Écurie. Devenue voie privée, la ruelle du Fumier y débouche également entre les nos 30 et 32.

## Origine du nom

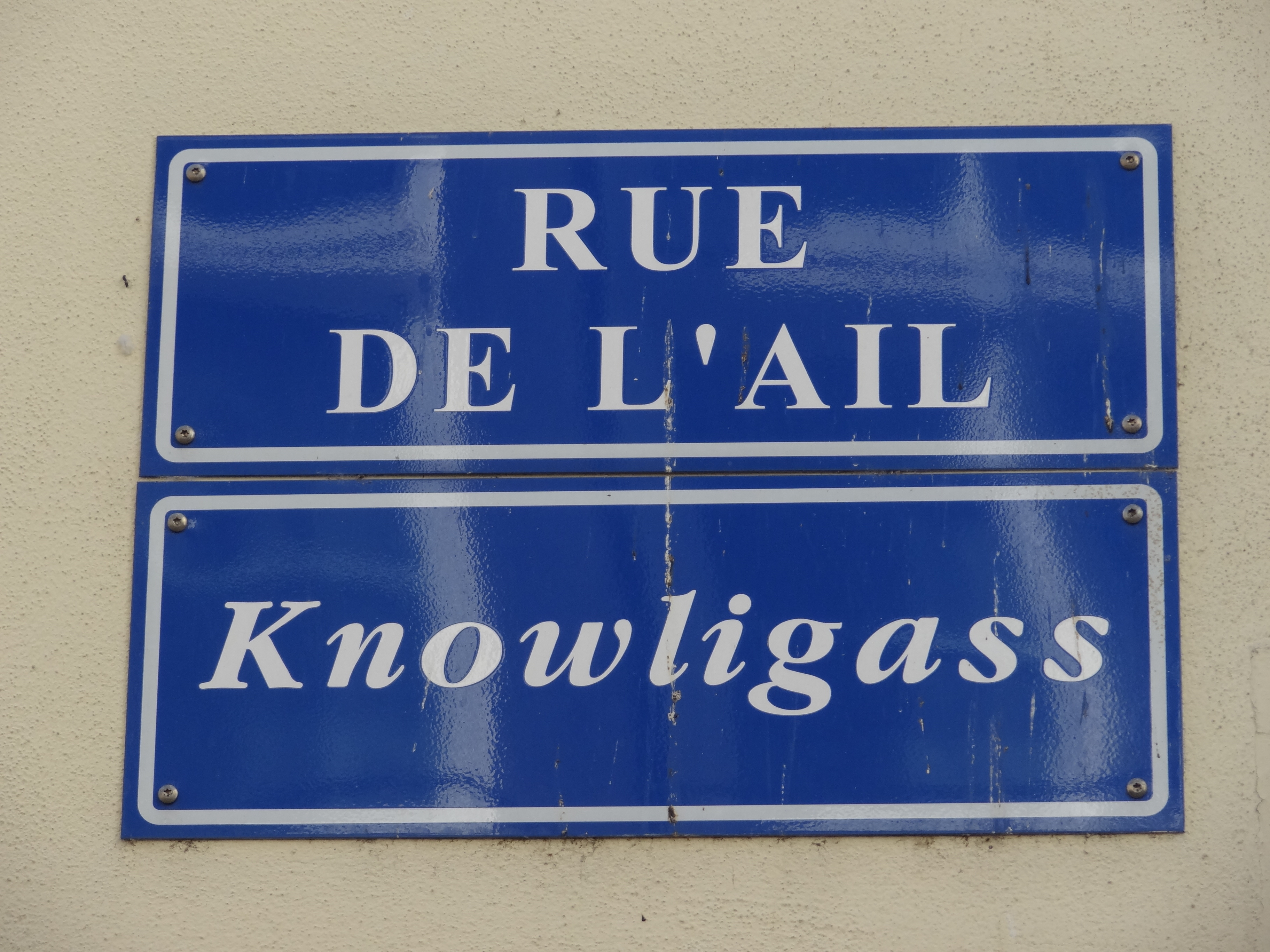
Plaque bilingue, en français et en alsacien.

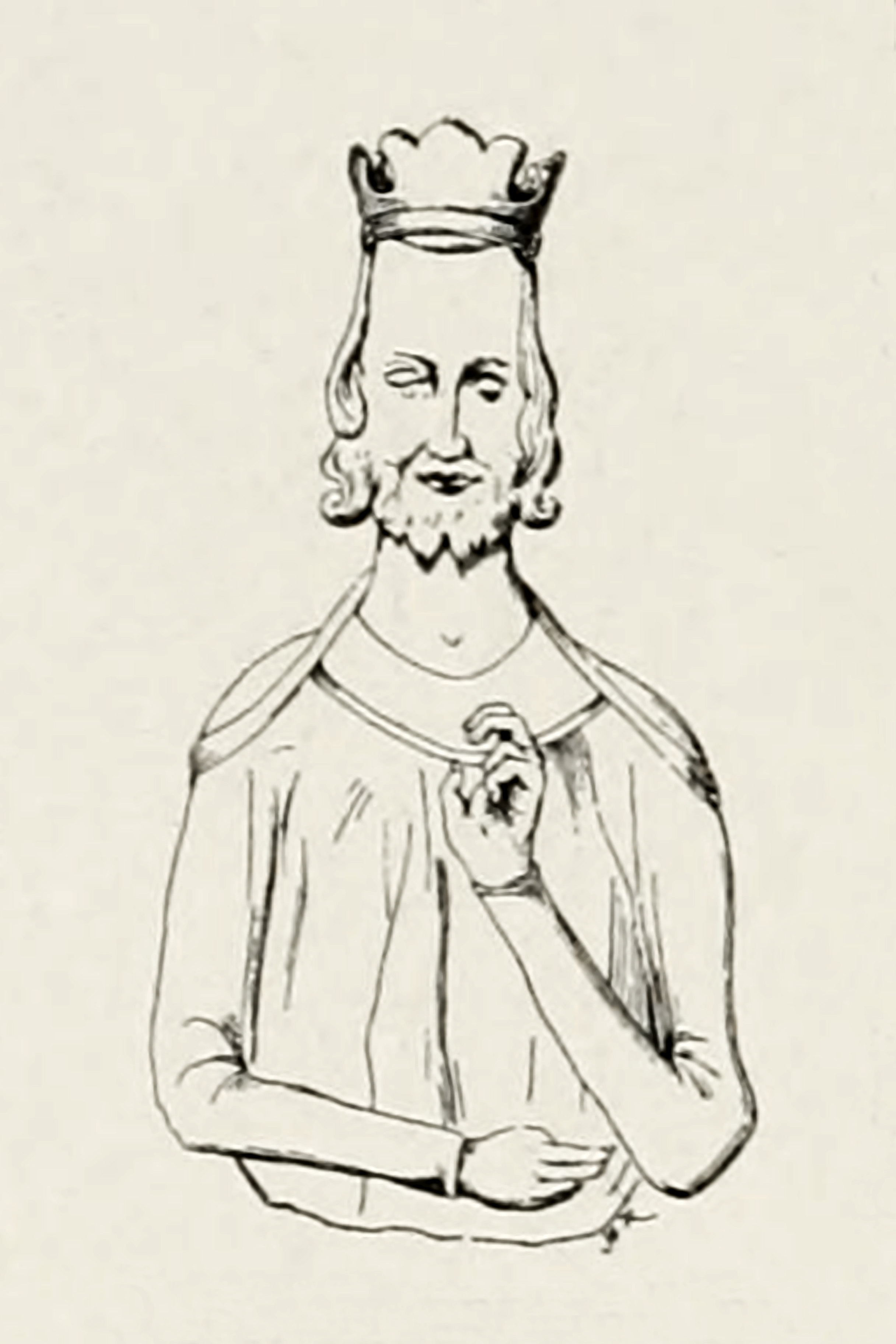
L'« homme de pierre » (Der steinerne Mann), selon Adolphe Seyboth.

La dénomination actuelle (« Ail » = en allemand Knoblauch, alors que le nom de la rue mentionné sur les plans de Strasbourg établis par les Allemands entre 1870 et 1918 ou durant la seconde guerre mondiale était pourtant Knobloch) trouve son origine dans la corruption d'un patronyme, celui des patriciens Klobelouch qui y possédaient plusieurs immeubles au XIVe siècle.

## Historique

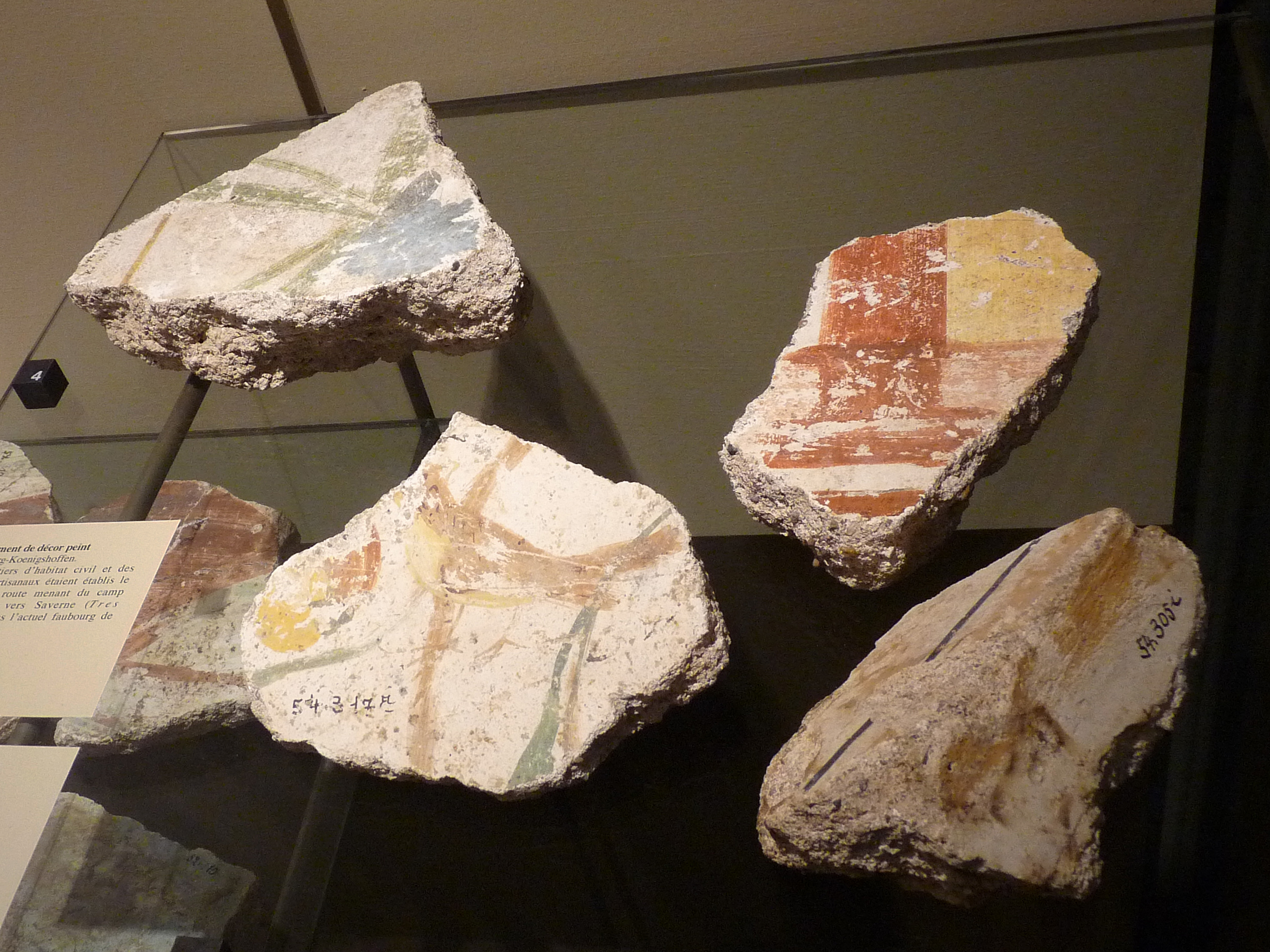
Fragments décorés de rubans, découverts lors des fouilles de Jean-Jacques Hatt en 1954.
(Musée archéologique de Strasbourg)

Au fil des siècles, la voie a ainsi porté successivement différents noms, en allemand ou en français : Kalbesgasse (1240), Spettergasse (1306), Klobelouchesgasse (1310), Spettergasse ou Klobelouchsgasse (1431), Klobelouchsgasse (1508), Steinernemannsgasse (1700), rue de l'Aigle, rue de l'Aile (1785), rue de l'Ail (1792), rue de l'Homme de Pierres (1792), rue des Arts utiles (1794), rue de Jamain (1794), rue de l'Ail (1817), Knoblauch-Gasse (1817), rue de l'Homme de Pierre (1845), Knoblauchgasse (1872), rue de l'Ail (1918), Knoblauchgasse (1940), rue de l'Ail (1945).
L'appellation « rue de l'Homme de Pierre » (Steinermangasse) correspond à la dernière section de la voie, entre la rue de l'Épine et celle des Tonneliers.
Selon Adolphe Seyboth, cet « homme de pierre » fait référence à un buste en pierre (probablement celui de Rodolphe Ier de Habsbourg) qui avait été placé contre quatre maisons du quartier – dont le no 19 de la rue de l'Ail – jusqu'en 1794, en mémoire de la bataille de Hausbergen (1262).
En 1953-1954, l'archéologue Jean-Jacques Hatt mène d'importantes fouilles dans la rue de l'Ail, conduisant notamment à la découverte d'un dépotoir de céramique. Les pièces trouvées donnent ainsi un aperçu intéressant concernant les activités d'artisans, notamment de potiers, travaillant en marge du camp légionnaire d'Argentoratum.
Au milieu du XIXe siècle, Frédéric Piton décrit la rue de l'Ail comme une « rue calme et silencieuse, bordée de beaucoup d'anciennes maisons chapitrales de Saint-Thomas, ayant toutes trois ou quatre siècles d'existence».
La Seconde Guerre mondiale et la Grande-Percée des années 1932-1936 ont fait disparaître plusieurs maisons à caractère historique.
Des plaques de rues bilingues, à la fois en français et en alsacien, ont été mises en place par la municipalité à partir de 1995. C'est le cas de la Knowligass.

## Bâtiments remarquables et lieux de mémoire

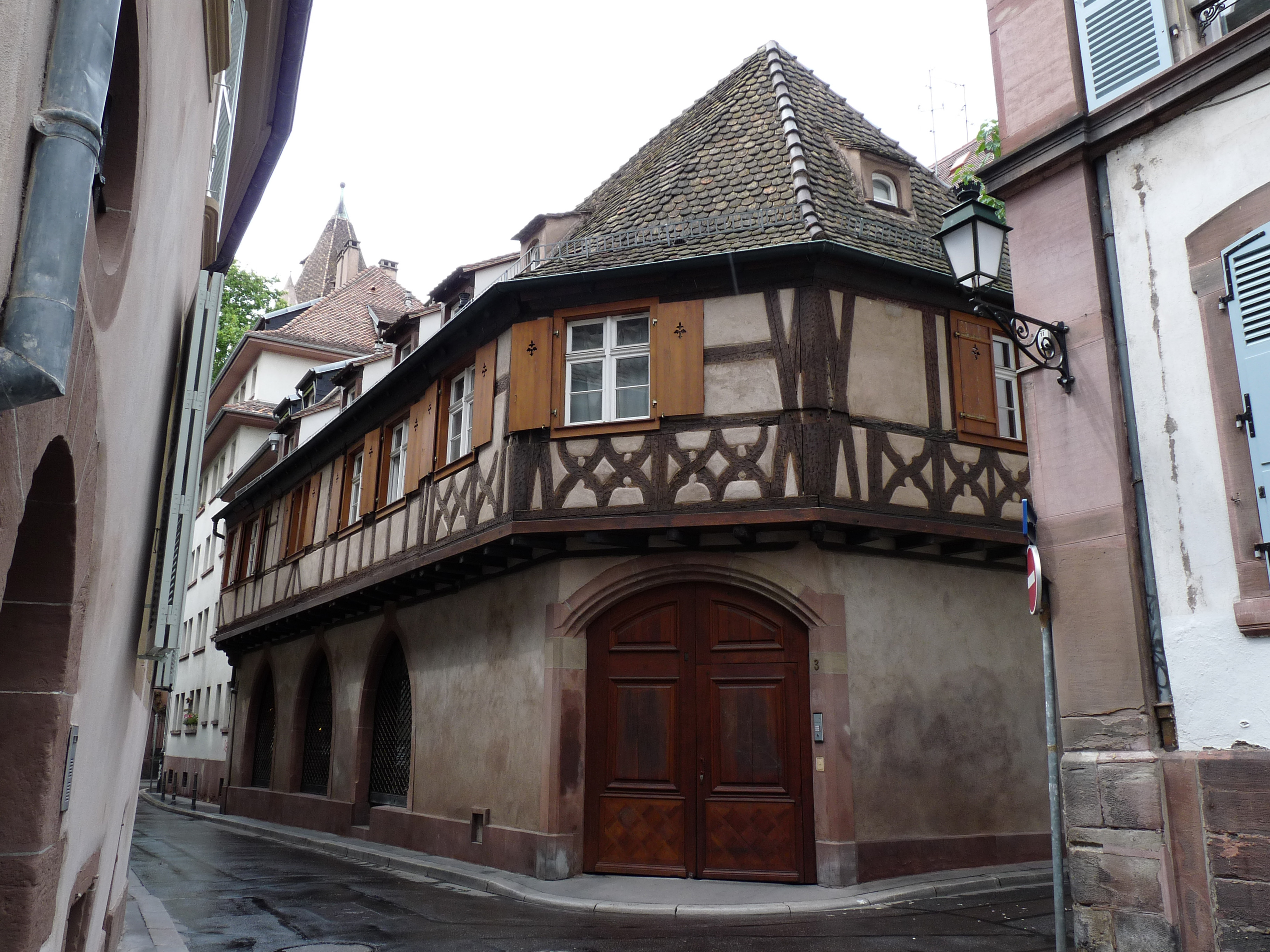
Façade d'angle au no 3.

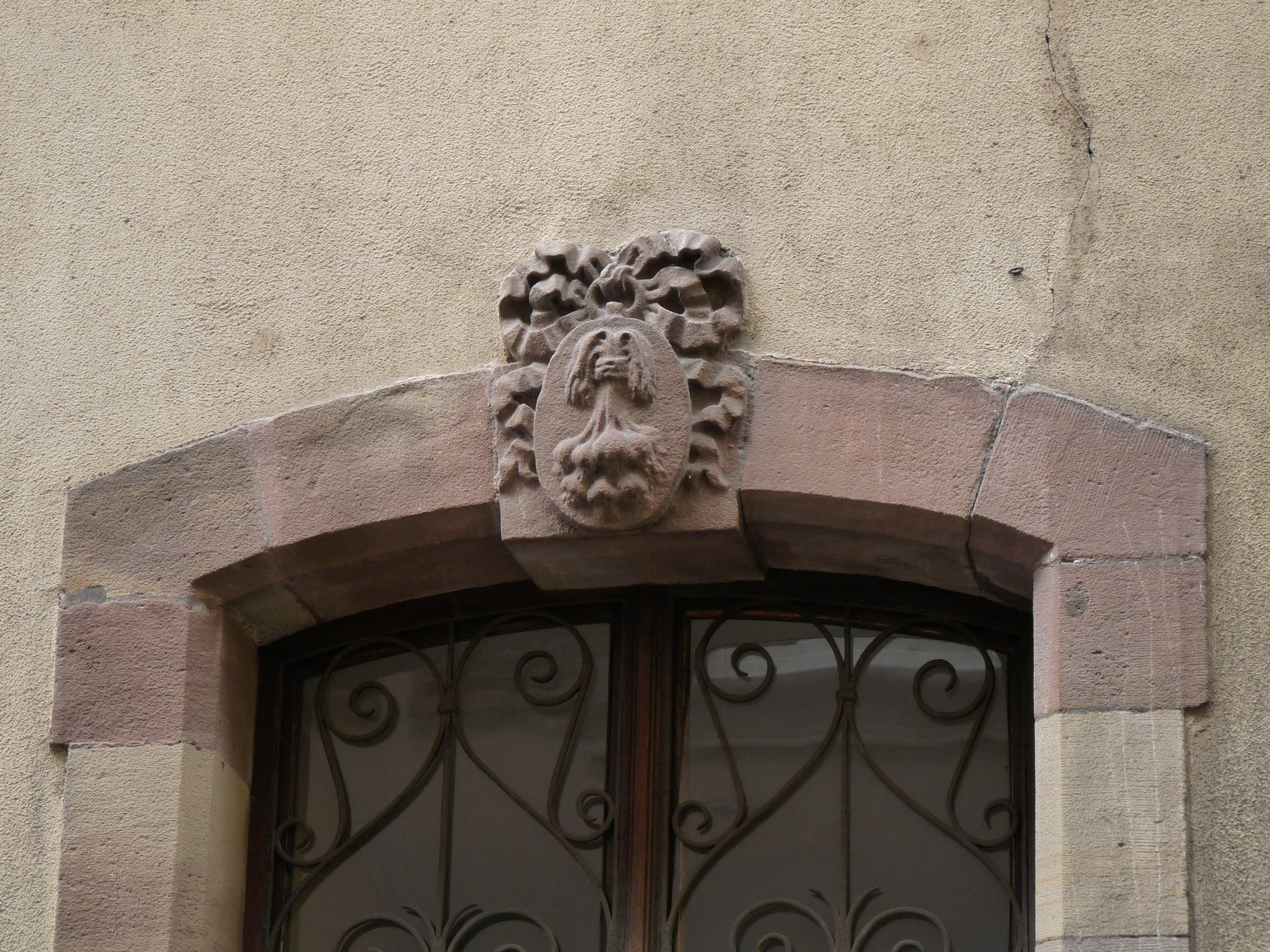
Médaillon sculpté d'un bouquet d'ail au no 7.

- no 3 : La maison Renaissance, à arcades et colombage, a été partiellement reconstruite à la fin du XVIe ou au début du XVIIe siècle[9]. Sa façade principale et l'oriel Renaissance (1591) donnant sur le no 2 de la rue du Puits font l'objet d'une inscription au titre des monuments historiques depuis 1934[10].
- no 6 : Sur cet emplacement, une maison est attestée vers 1513 sous le nom de Zum Gulden (« au florin »), puis à partir de 1775 sous celui de Zum Goldgulden (« au florin d'or »). Sa démolition est envisagée au XXe siècle, mais la SCI le Florin d'or l'acquiert en 1976 et la remet en état[11].
- no 7 : En 1773, un maître maçon fait reconstruire presque entièrement la maison Zum Knobloch dont l'existence est avérée depuis le début du XVIIe siècle[12]. Un siècle plus tard, une clef de cintre du XVIIIe siècle, décorée d'un bouquet d'ail, est réemployée au-dessus de la porte d'entrée d'une maison d'allure wilhelminienne[1]. Ce médaillon sculpté fait l'objet d'une inscription au titre des monuments historiques depuis 1929[13].
- no 9 : Dès le début du XXe siècle, les travaux préliminaires à la Grande-Percée mentionnent à cet endroit une aile ouest à pans de bois du XIVe siècle, remaniée au XVIe, un bâtiment transversal sud du XVIe siècle, une tour en pierre de 1560 environ. La Ville de Strasbourg la fait démolir en 1933 pour réaliser la deuxième tranche de la Grande Percée[14].
- no 11 : Le bâtiment d'origine possédait un pignon sur rue du XVe siècle. Les armoiries au-dessus du portail donnant dans la cour étaient accompagnées du millésime 1541. Cependant, la maison se trouvant sur le tracé de la Grande-Percée, la Ville l'acquiert en 1909 et la fait démolir en 1933[15].
- no 16 : Également dite Zum Neuenburg, cette maison du XVIe siècle, avec des supports d'entre-fenêtres au rez-de-chaussée, appartient à la Société évangélique de Strasbourg depuis le début des années 1890. Elle a abrité le Centre social protestant jusqu'à son transfert au no 2 de la rue Brûlée[1],[16].
- no 18 : Démolie en 1932 dans le cadre de la Grande-Percée, cette maison gothique dotée d'un pignon à redents[17] a fait l'objet d'une étude approfondie[18]. Les panneaux boisés, le plafond et les consoles ont être pu mis en valeur par le conservateur du musée de l'Œuvre Notre-Dame, Hans Haug, dans la salle gothique au dernier étage du Hirschhof[19], l'édifice en provenance du no 7, rue d'Or.
- no 17 : Un immeuble moderne remplace le bâtiment détruit en 1944. Seul l'ancien portail du XVIIIe siècle est conservé et remonté au fond de la cour. Ce portail et ses vantaux font l'objet d'une inscription au titre des monuments historiques depuis 1953[20]. Les chapiteaux de l'ancienne chapelle sont également recueillis par le musée de l'Œuvre Notre-Dame au moment de la démolition[21].
- no 19 : La « maison au Lièvre », devenue « maison aux Trois Lièvres » (Zu den drei Hasen) après l'annexion de la maison voisine, se distingue avant tout par son portail baroque en plein cintre, encadré par une paire de pilastres redoublés, creusés en panneaux plantés de biais. Un fronton reposant sur des chapiteaux ioniques est orné d'un panneau sculpté daté de 1608 et d'un bas-relief composé de trois lièvres, entourés d'un décor très travaillé[3].
Le mystique allemand Johann Heinrich Jung-Stilling, alors étudiant en médecine à l'université de Strasbourg, a vécu dans cette maison en 1770[3]. Au XIXe siècle, la demeure a appartenu à Victor Stoeber, professeur de médecine[5]. Le portail et ses vantaux font l'objet d'une inscription au titre des monuments historiques depuis 1929[22].

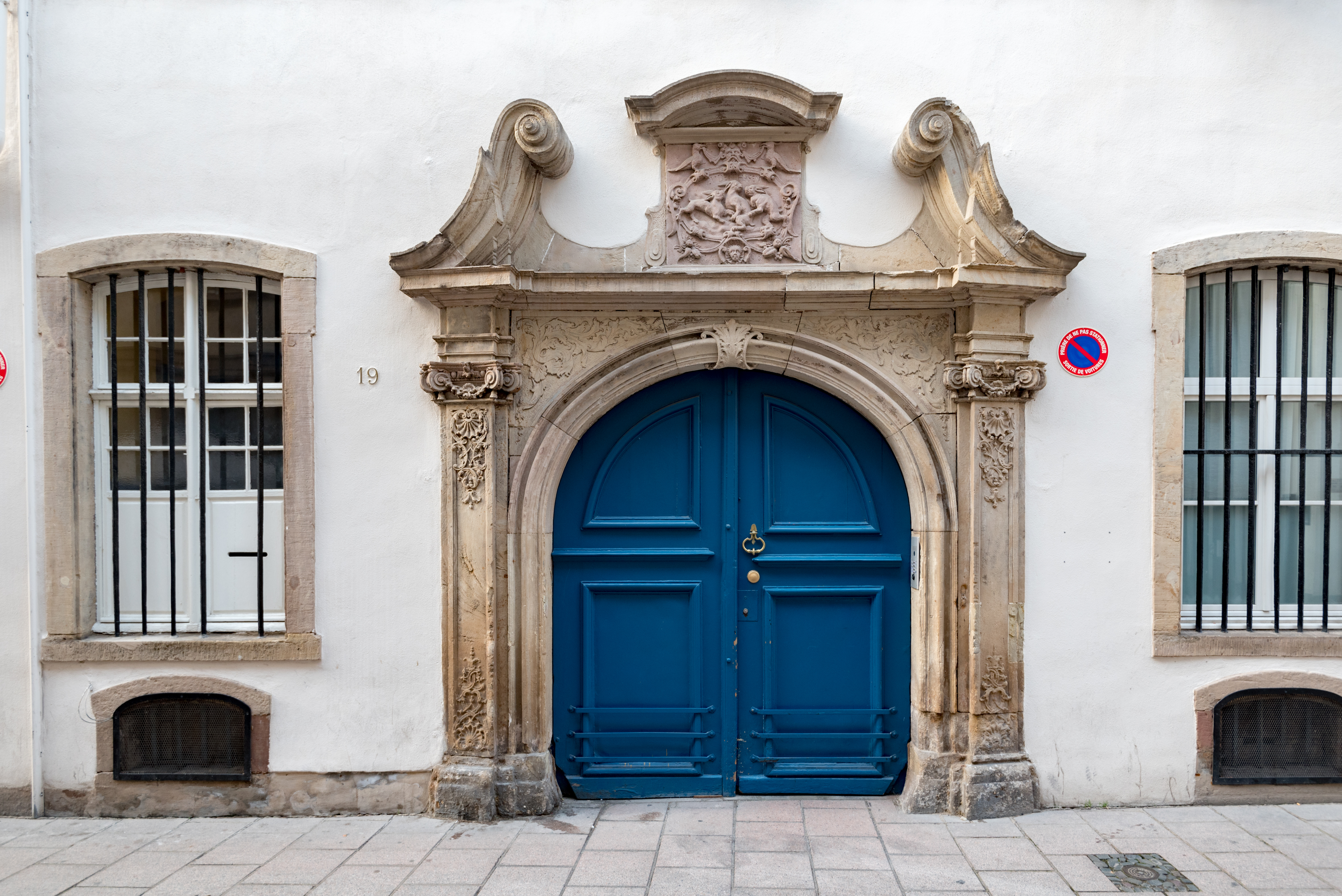
Portail baroque du no 19.
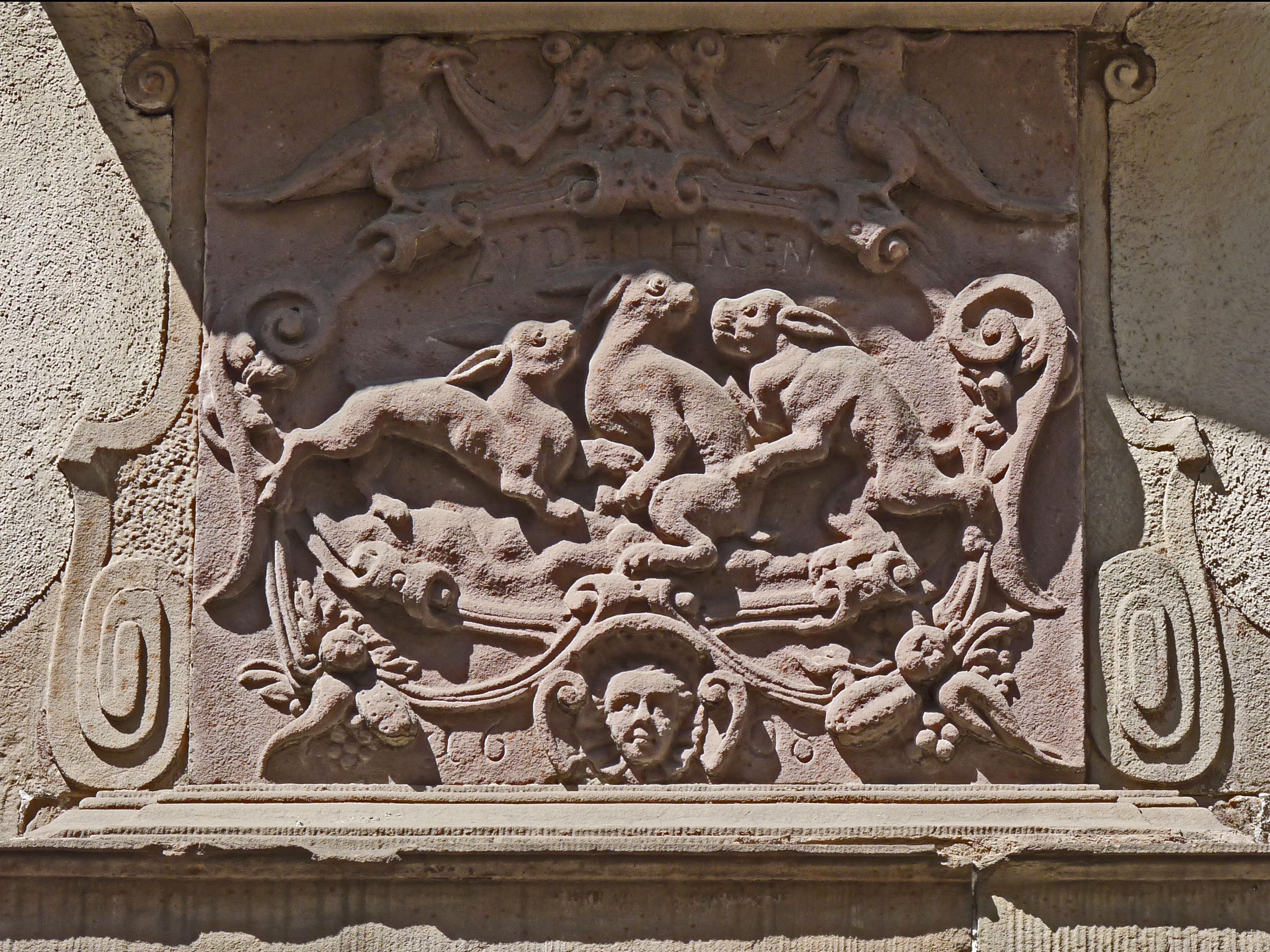
Détail du relief aux Trois-Lièvres.

- no 22 : Vaste maison sobre construite en 1716, elle fait l'angle avec l'actuel no 15 de la rue de la Division-Leclerc.
 En 1770-1771, le jeune Goethe, alors étudiant, y prenait ses repas à la pension des sœurs Lauth[3].
- no 23 : Édifiée vers 1800, elle fait l'angle avec la rue des Tonneliers. Une baie est surmontée d'une sculpture (non identifiée[23]).
- no 26 : La maison, qui fait l'angle avec le no 9 de la rue de l'Écurie, a été construite en 1770 pour un marchand. La façade est ornée de mascarons, caractéristiques de l'architecture du XVIIIe siècle[24].
- no 34 : Maison de patriciens attestée depuis le XIVe siècle, elle a fait l'objet de nombreuses transformations à diverses époques. L'arcade boutiquière a été remaniée, la porte d'entrée avec décoration baroque date du XVIIIe siècle. Les fenêtres des étages seraient du XVIe siècle. La baie géminée aux arcs brisés au niveau des combles est de style gothique, le trumeau et l'appui ont été refaits[9],[25].

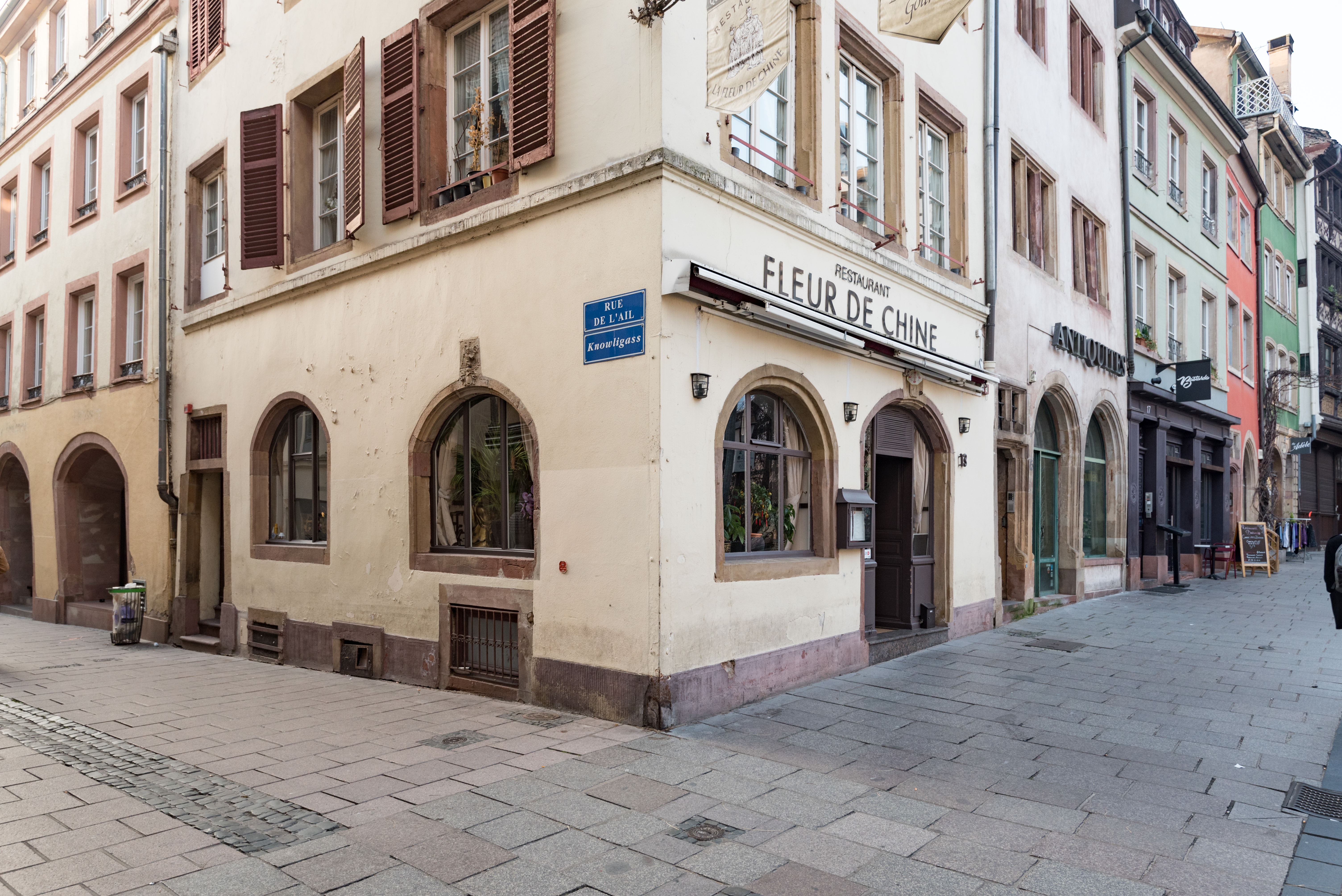
Le no 23, à l'angle du no 13 de la rue des Tonneliers.
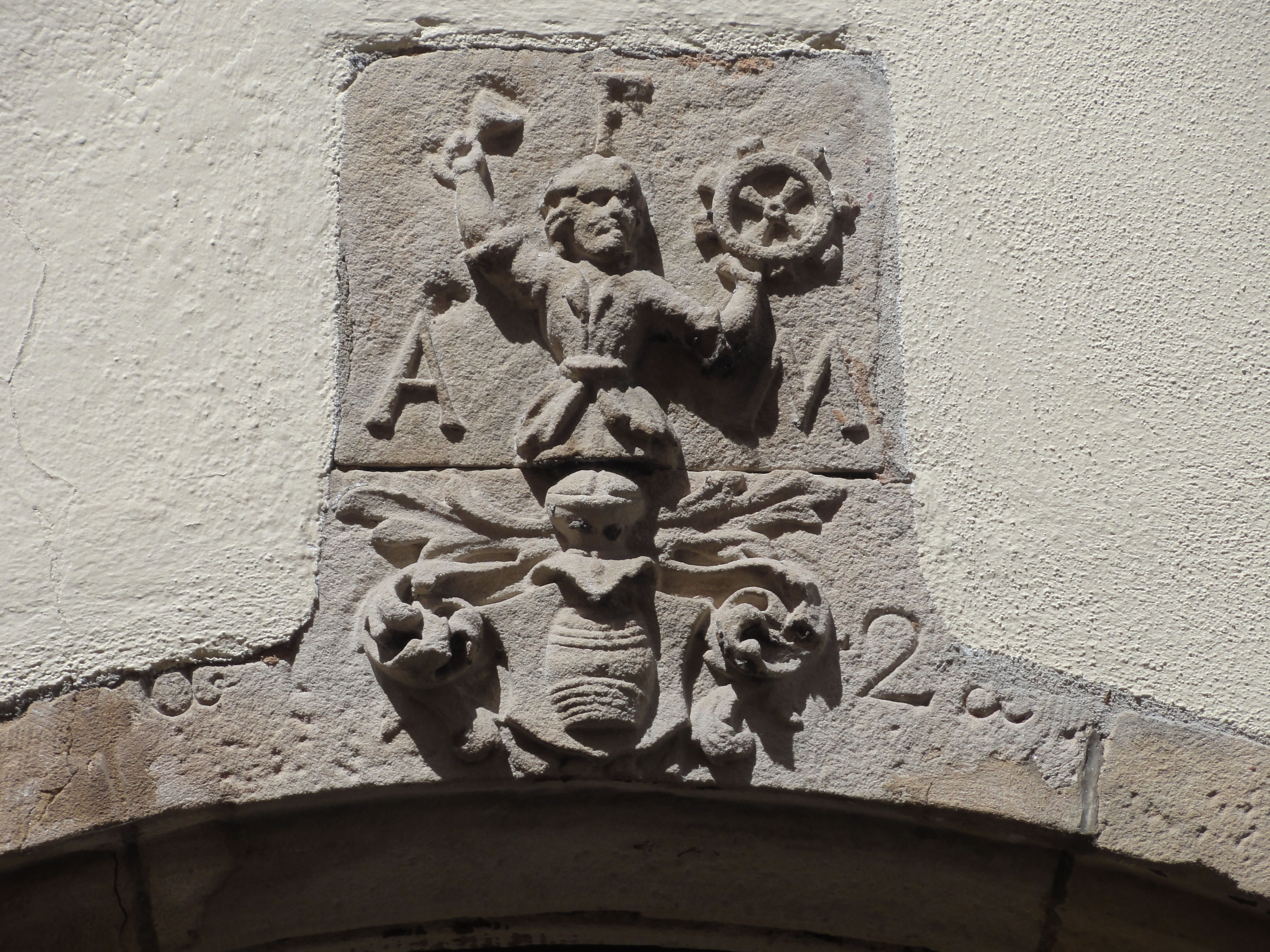
Détail du relief au no 23.
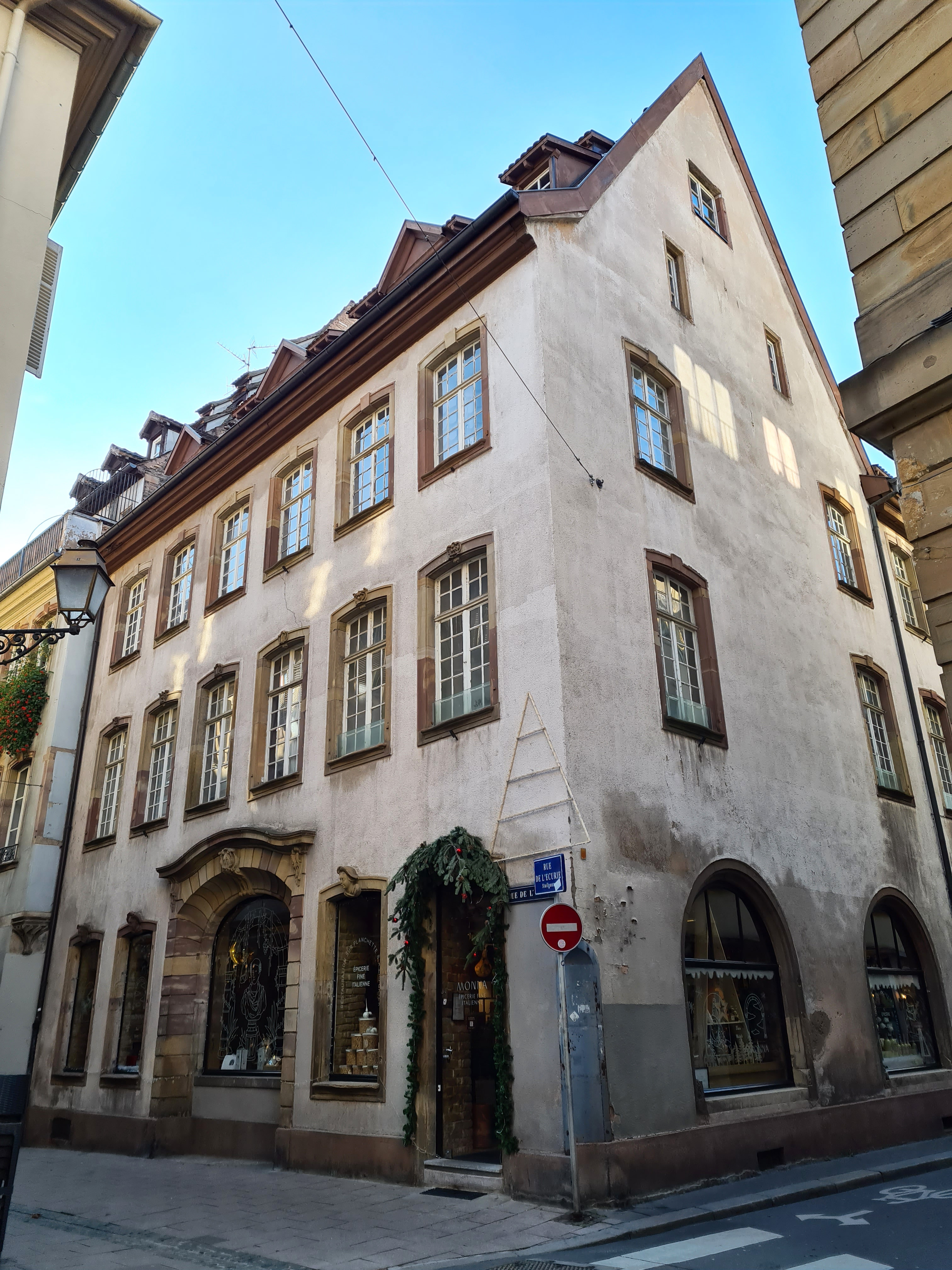
Le no 26, à l'angle de la rue de l'Écurie.
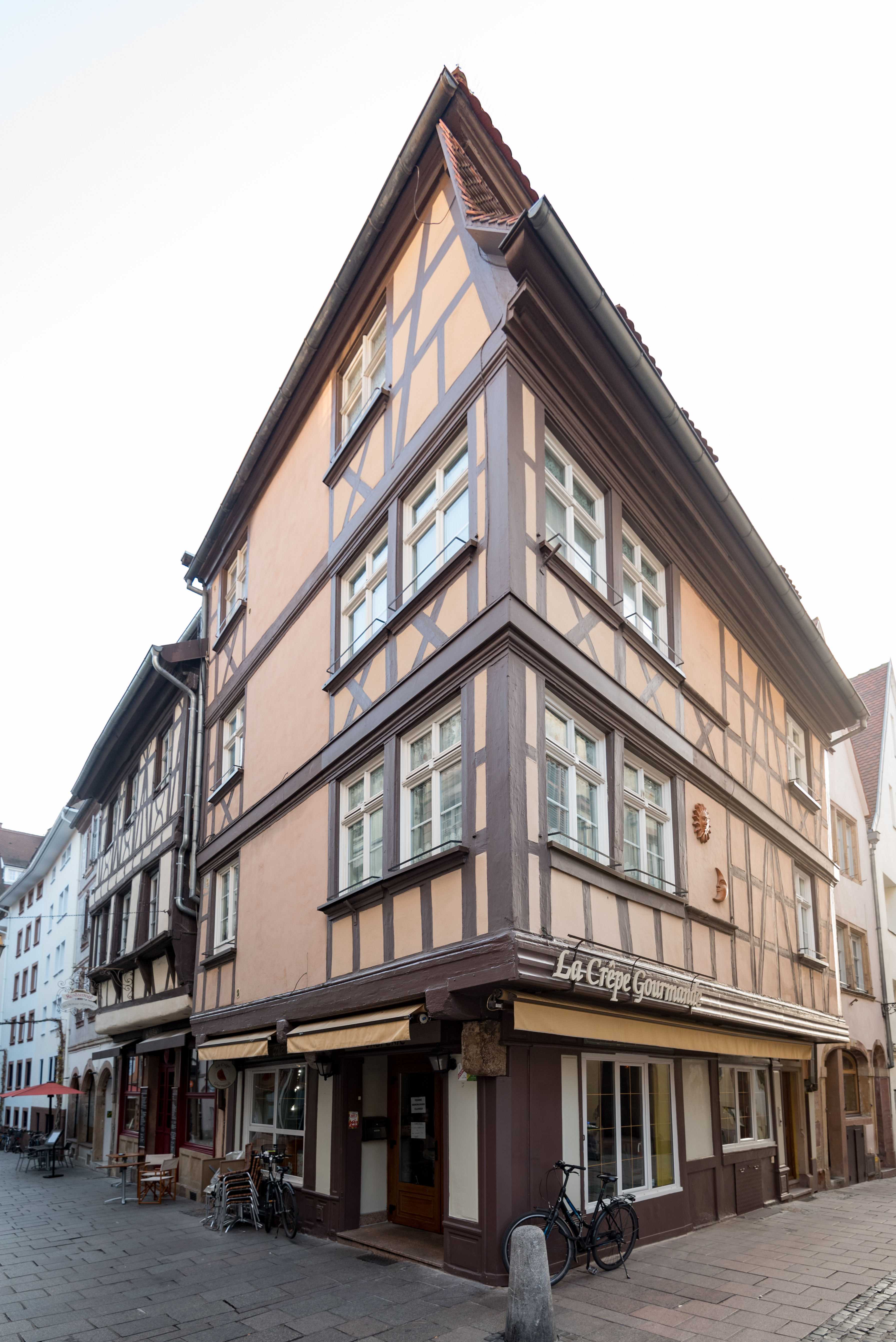
Le no 36, à l'angle de la rue des Tonneliers.